# 超越奇幻
《超越奇幻》（英語：Beyond Fantasy Fiction）是1953至1955年H·L·戈尔德主编的美国奇幻杂志，共发行十期，最后两期封面更名《超越虚构》（Beyond Fiction），但版权书名没有变更。
杂志销量不佳，但刊登的颇多名家名作，作者包括艾萨克·阿西莫夫、雷·布莱伯利和菲利普·狄克等。部分评论把《超越奇幻》和1943年的同类杂志《未知》相比，认为新杂志是老杂志的接班人。1963年，杂志部分作品集结成平装书出版，书名也叫《超越奇幻》。
科幻史学家詹姆斯·冈恩认为，《超越奇幻》是20世纪50年代早期最优秀的奇幻杂志；科幻百科全书作者唐纳德·塔克对杂志中的小说赞不绝口。不过舒勒·米勒曾于1963年指出，书中作品虽然不差，但有些刻意模仿《未知》。

## 出版史
1950年，《银河系科幻小说》面世并大获成功，主编·戈尔德从一开始就打算推出主打奇幻文学的姐妹杂志，但为稳妥起见，他一直等到《银河系科幻小说》地位稳固才决定推出《超越奇幻》。1953年7月的新杂志创刊号发表社论，戈尔德声称，只要不是“没意思”或“不着边际”的作品，《超越奇幻》都可能刊登。他请来刚辞去《奇妙宇宙》（Fantastic Universe）主编职务的山姆·默温（Sam Merwin）协助编辑工作，不过两本杂志刊头列出的主编都是戈尔德。每期《超越奇幻》至少刊有七篇文章，其中既有中篇小说，也有短篇作品。
创刊号包含席奥多尔·史铎金、达蒙·奈特（Damon Knight）、弗兰克·鲁滨逊（Frank M. Robinson）和李察·麦森的作品。其他各期杂志的小说作者同样不乏名家，如杰罗姆·比克斯比（Jerome Bixby）、约翰·温德姆（John Wyndham）、詹姆斯·冈恩（James Gunn）、弗雷德里克·布朗、菲利普·何塞·法默（Philip José Farmer）、兰德尔·加勒特（Randall Garrett）、曾娜·亨德森（Zenna Henderson）、阿尔及斯·布德里斯（Algis Budrys）和弗雷德里克·波尔，其中波尔既有署本名的作品，也有与雷斯特·德尔·雷伊（Lester del Rey）一起采用化名查尔斯·萨特菲尔德（Charles Satterfield）创作的小说。

1953年9月杂志刊登艾萨克·阿西莫夫作品《小孩把戏》，文章末尾有他的签名（图）。

《超越奇幻》共出版十期，其中有五期封面采用超现实主义画作，这在当时的美国同类杂志中十分罕见。创刊号封面由理查德·鲍尔斯（Richard M. Powers）创作，除戈尔德以外，其他美国杂志编辑极少选择他的画作，但在平装书封面相对常见。除鲍尔斯外，杂志封面作者还包括雷内·维德默（René Vidmer）和亚瑟·克鲁斯（Arthur Krusz）等人。同时，内文几乎每篇小说都有配图，而且大多不止一幅；作者也有多人，其中最有名的是艾德·艾姆许维勒（Ed Emshwiller）。此外，每篇文章的最后还有作者签名。所有小说均为虚构作品，只有部分文章完结时用于填充页面空白部分的短文例外。例如1954年1月刊就有半页《猫的事实》，介绍猫的习惯。《超越奇幻》没有刊登过书评，同时只有第一期包含社论。
杂志销量不佳，当时美国出版业界还没有养成每年公布杂志发行量的习惯，法律也没有强制要求，所以实际销售额已不可考。《超越奇幻》创刊不足两年就停刊，这一定程度上是因为奇幻和恐怖文学越来越没有市场。1958年登出的广告显示，全套《银河系科幻小说》要价仅3.5美元，出版商宣称，《超越奇幻》的发行目的，就是判断市场中是否有足够读者支持真正高品质的奇幻文学杂志，事实证明没有。“看起来就像当时人们都出了远门，或是经过报摊的时候压根儿就没看见。”

## 反响

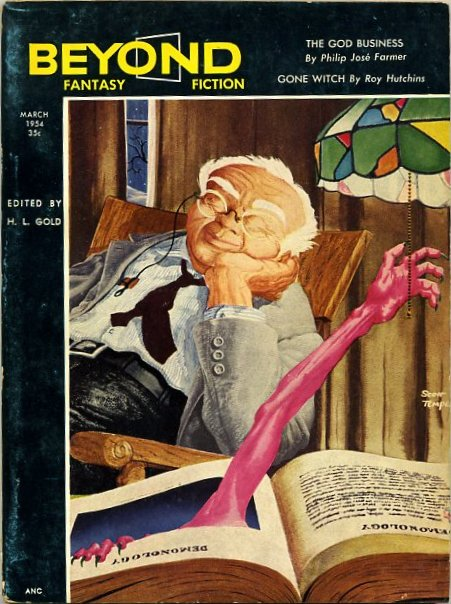
1954年3月杂志封面

科幻史学家唐纳德·塔克（Donald H. Tuck）认为，《超越奇幻》虽然始终未能赢得商业成功，但刊登的部分小说非常优秀。书中不乏名家作品，马尔科姆·爱德华兹（Malcolm Edwards）将其与《未知》相比，觉得《超越奇幻》就像老杂志的接班人。麦克·阿什利（Mike Ashley）也有类似看法，称《超越奇幻》“被公认为《未知》的自然继承人”。作家詹姆斯·冈恩（James Gunn）认为，20世纪50年代初创刊的众多奇幻杂志以《银河系科幻小说》姐妹篇《超越奇幻》居首。也有评论提出负面意见，舒勒·米勒（P. Schuyler Miller）整体认可杂志内容，但感觉有些刻意模仿《未知》导致无法更进一步。他特别点名表扬布德里斯、波尔、布朗和史铎金的作品相对而言“更自觉”。
阿什利认为，《超越奇幻》在作品选登上“追求高品质，希望满足所有读者的要求”，从艺术角度而言，杂志比当时的竞争对手《奇妙》（Fantastic）更出色，因为主编戈尔德“对此有更清醒的认识，也更有决心实现目标”，“虽然销量不佳，但戈尔德仍坚持以拓展想象边际作为选登小说的目标”。
《超越奇幻》刊登的小说中有多部名作，或是多次再版和转载，这些文章的标题、作者和杂志期号如下：
- 《我很恐惧》（…And My Fear Is Great…），席奥多尔·史铎金（1953年7月）
- 《围绕世界的墙》（The Wall Around the World），西奥多·罗斯·科格斯威尔（Theodore R. Cogswell）（1953年9月）
- 《小孩把戏》（Kid Stuff），艾萨克·阿西莫夫（1953年9月）
- 《警惕扑克筹码》（The Watchful Poker Chip，雷·布莱伯利（1954年3月），之后重印时大多更名《警惕马蒂斯的扑克筹码》（The Watchful Poker Chip of H. Matisse）
- 《大法师的正弦》（Sine of the Magus），詹姆斯·冈恩（1954年5月）
- 《绿色魔术师》（The Green Magician），斯普拉格·德·坎普（L. Sprague de Camp）和弗莱彻·普拉特（Fletcher Pratt）（1954年11月），属《残缺魔法师》（Incompleat Enchanter）系列作品
- 《沉闷地球》（Upon the Dull Earth），菲利普·狄克（1954年11月）

1954年，雨果奖尚未创立，但2004年世界科幻大会曾颁发1954年“复古雨果奖”（又名“追颁雨果奖”）。史铎金的《我很恐惧》在最佳中篇小说中排名第三，科格斯威尔的《围绕世界的墙》在最佳短篇小说中排第五。此外，戈尔德因主编《银河系科幻小说》和《超越奇幻》在最佳职业主编中排名第五。

## 书目详细信息
《超越奇幻》由纽约银河系出版公司（Galaxy Publishing Corporation）发行，共计十期，双月刊，定价35美分，起初为160页，文摘尺寸，从第八期（1954年9月）开始减至128页。第九期杂志封面、书脊和目录上的书名改为《超越虚构》，第十期封面和书脊沿用《超越虚构》，但目录改回《超越奇幻》。所以通常认为杂志在最后两期变更名称。
最后两期杂志没有注明发行年份和月份，故目录学家曾以不同方式分类。不过从两期杂志的刊头来看，《超越奇幻》依然保持双月刊发行周期，所以如今将第九和第十期分别列为1954年11月刊和1955年1月刊，这也与书上的版权日期相符。书目卷号始终保持稳定，前六期是第一卷，后四期第二卷。内页分成左右两半来刊登小说，这与大部分文摘杂志相符。
1953年11月至1954年5月，《超越奇幻》发行英国版，同样是双月刊但只持续四期，内容与美国原版前四期相比仅有少量删减，杂志编号第一至四期，但没有标注日期。《超越奇幻》停刊十年后，伯克利图书（Berkley Books）于1963年出版同名平装书，共160页，托马斯·达迪斯（Thomas Dardis）主编，收录杂志中的九篇小说。

## 脚注
1. 1 2 3 4 5 6 7  isfdb.
2. ↑  author-Asimov-Dick.
3. ↑  author-Bradbury.
4. 1 2 3 4  Michael  Ashley, Transformations, pp. 65–66.
5. ↑  mag_Jul_53.
6. ↑  Richard Powers.
7. ↑  Jon Gustafson and Peter Nicholls, "Powers, Richard M.", in Peter Nicholls and John Clute, eds, The Encyclopedia of Science Fiction p.952.
8. ↑  BFF_54_1.
9. ↑  ASF_1965.
10. ↑  ad195808.
11. ↑  "Beyond Fantasy Fiction", in Donald H. Tuck, ed., The Encyclopedia of Science Fiction and Fantasy, 1982; p.549.
12. ↑  Edwards, "Beyond Fantasy Fiction", in Peter Nicholls and John Clute, eds, The Encyclopedia of Science Fiction: An Illustrated A to Z p.70
13. ↑  Ashley, "Beyond Fantasy Fiction", in Peter Nicholls and John Clute, eds, The Encyclopedia of Science Fiction, 1993, p.110.
14. ↑  Gunn_TWH.
15. ↑  Gunn_TWH-2003.
16. ↑  "The Reference Library", Analog Science Fact—Science Fiction vol. 71, no 5 (July 1963), pp. 87–88.
17. ↑  All but the Gunn and Dick stories are included by Tuck in his list of "Notable fiction" from Beyond. The Gunn story is mentioned as a classic by Ashley, in "Beyond Fantasy Fiction", p.110. Dick's story is included because of his current prominence; see Tuck "Beyond Fantasy Fiction".
18. ↑  retro_54.
19. 1 2  见各期杂志
20. 1 2  Tuck, "Beyond Fantasy Fiction", p.549.
21. ↑  Ashley, Beyond Fantasy Fiction, p.110; Tuck, "Beyond Fantasy Fiction", p.549.
22. ↑  Mike  Ashley, Beyond Fantasy Fiction, in John Clute and John Grant, eds, The Encyclopedia of Fantasy (New York: St. Martin's; ISBN 0-312-14594-2), 110.